# GSTM2
GSTM2 (англ. Glutathione S-transferase mu 2) – білок, який кодується однойменним геном, розташованим у людей на короткому плечі 1-ї хромосоми.  Довжина поліпептидного ланцюга білка становить 218 амінокислот, а молекулярна маса — 25 745.
| 10         |  | 20         |  | 30         |  | 40         |  | 50         |
| ---------- |  | ---------- |  | ---------- |  | ---------- |  | ---------- |
| MPMTLGYWNI |  | RGLAHSIRLL |  | LEYTDSSYEE |  | KKYTMGDAPD |  | YDRSQWLNEK |
| FKLGLDFPNL |  | PYLIDGTHKI |  | TQSNAILRYI |  | ARKHNLCGES |  | EKEQIREDIL |
| ENQFMDSRMQ |  | LAKLCYDPDF |  | EKLKPEYLQA |  | LPEMLKLYSQ |  | FLGKQPWFLG |
| DKITFVDFIA |  | YDVLERNQVF |  | EPSCLDAFPN |  | LKDFISRFEG |  | LEKISAYMKS |
| SRFLPRPVFT |  | KMAVWGNK   |  |            |  |            |  |            |

A: Аланін

C: Цистеїн

D: Аспарагінова кислота

E: Глутамінова кислота

F: Фенілаланін

G: Гліцин

H: Гістидин

I: Ізолейцин

K: Лізин

L: Лейцин

M: Метіонін

N: Аспарагін

P: Пролін

Q: Глутамін

R: Аргінін

S: Серин

T: Треонін

V: Валін

W: Триптофан

Кодований геном білок за функціями належить до трансфераз, фосфопротеїнів. 
Задіяний у такому біологічному процесі як поліморфізм. 
Локалізований у цитоплазмі.